# جريدة الديار الأردنية
جريدة الديار أو صحيفة الديار هي صحيفة وطنية أردنية يومية أسست عام 2003 وتصدر عن شركة البتراء للاستثمار الاعلامي.